# Val-de-la-Haye
Val-de-la-Haye est une commune française située dans le département de la Seine-Maritime en région Normandie.

## Géographie

### Localisation
Le village est situé sur la rive droite de la Seine, au sud de la forêt de Roumare.
La commune fait partie de la Métropole Rouen Normandie.
Jusqu'en 2015, la commune faisait partie du canton de Grand-Couronne. Elle fait maintenant partie du canton de Canteleu.

### Hydrographie
La commune est située dans le bassin Seine-Normandie. Elle est drainée par la Seine,.
La Seine, qui prend sa source à Source-Seine, en Côte-d'Or, sur le plateau de Langres, traverse le département avec de larges méandres sur son flanc sud et se jette dans la Manche entre Le Havre et Honfleur. 
Quatre plans d'eau complètent le réseau hydrographique : la mare aux Biches (0,02 ha), la mare du Fy (0,02 ha), la mare épinay (0,22 ha) et la mare Perdue (0,01 ha),.

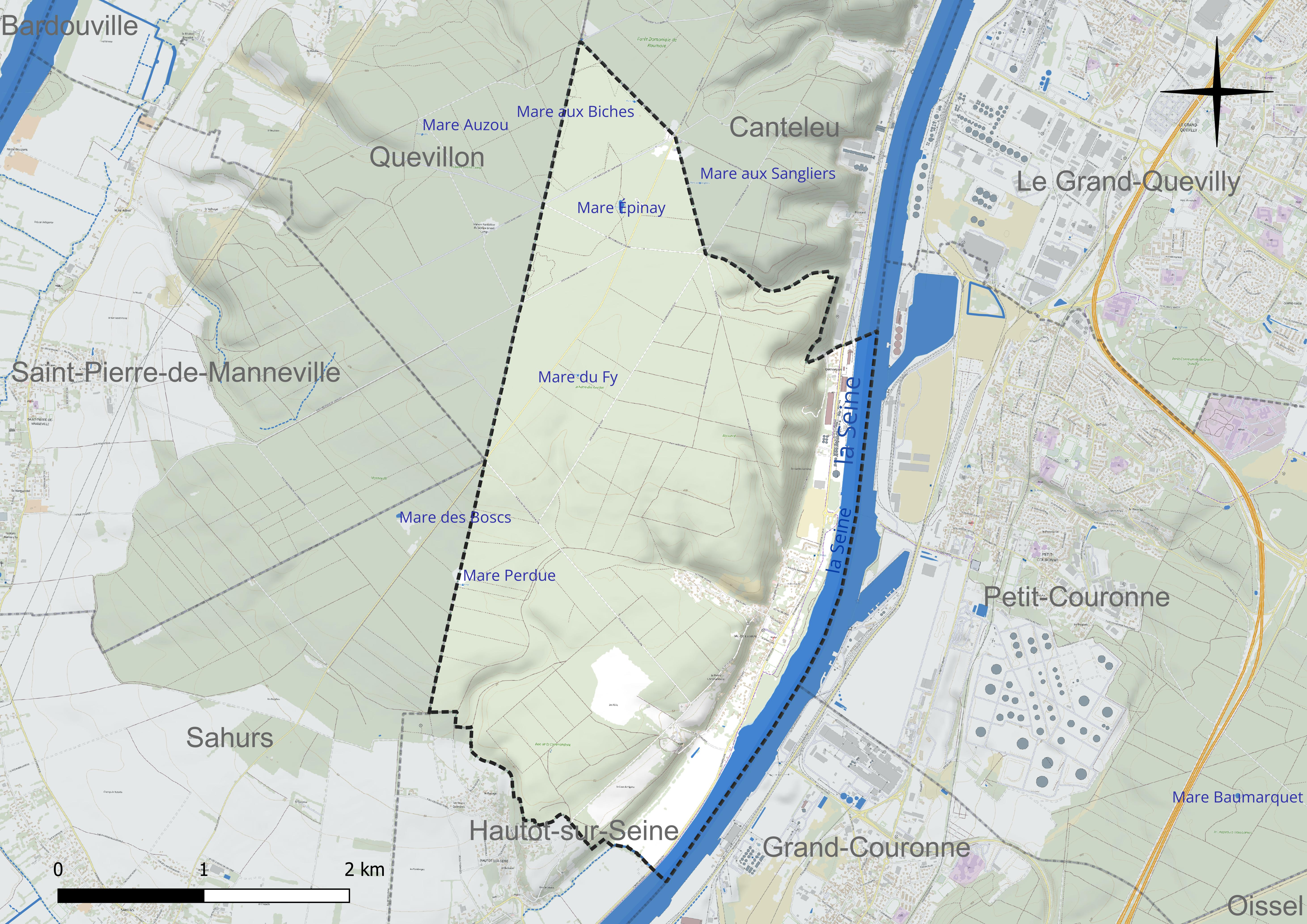
Réseau hydrographique de Val-de-la-Haye.

### Climat
Pour des articles plus généraux, voir Climat de la Normandie et Climat de la Seine-Maritime.
En 2010, le climat de la commune est de type climat océanique altéré, selon une étude du CNRS s'appuyant sur une série de données couvrant la période 1971-2000. En 2020, Météo-France publie une typologie des climats de la France métropolitaine dans laquelle la commune est exposée à un climat océanique et est dans la région climatique Côtes de la Manche orientale, caractérisée par un faible ensoleillement (1 550 h/an) ; forte humidité de l’air (plus de 20 h/jour avec humidité relative > 80 % en hiver), vents forts fréquents. Parallèlement le GIEC normand, un groupe régional d’experts sur le climat, différencie quant à lui, dans une étude de 2020, trois grands types de climats pour la région Normandie, nuancés à une échelle plus fine par les facteurs géographiques locaux. La commune est, selon ce zonage, exposée à un « climat contrasté des collines », correspondant au Pays d’Auge, Lieuvin et Roumois, moins directement soumis aux flux océaniques et connaissant toutefois des précipitations assez marquées en raison des reliefs collinaires qui favorisent leur formation.
Pour la période 1971-2000, la température annuelle moyenne est de 11,1 °C, avec une amplitude thermique annuelle de 13,3 °C. Le cumul annuel moyen de précipitations est de 780 mm, avec 12,2 jours de précipitations en janvier et 8 jours en juillet. Pour la période 1991-2020, la température moyenne annuelle observée sur la station météorologique la plus proche, située sur la commune de Rouen à 10 km à vol d'oiseau, est de 12,6 °C et le cumul annuel moyen de précipitations est de 817,9 mm,. Pour l'avenir, les paramètres climatiques de la commune estimés pour 2050 selon différents scénarios d’émission de gaz à effet de serre sont consultables sur un site dédié publié par Météo-France en novembre 2022.

## Urbanisme

### Typologie
Au 1er janvier 2024, Val-de-la-Haye est catégorisée ceinture urbaine, selon la nouvelle grille communale de densité à sept niveaux définie par l'Insee en 2022.
Elle appartient à l'unité urbaine de Rouen, une agglomération inter-départementale regroupant 50  communes, dont elle est une commune de la banlieue,,. Par ailleurs la commune fait partie de l'aire d'attraction de Rouen, dont elle est une commune de la couronne,. Cette aire, qui regroupe 317 communes, est catégorisée dans les aires de 200 000 à moins de 700 000 habitants,.

### Occupation des sols
L'occupation des sols de la commune, telle qu'elle ressort de la base de données européenne d’occupation biophysique des sols Corine Land Cover (CLC), est marquée par l'importance des forêts et milieux semi-naturels (81,9 % en 2018), en augmentation par rapport à 1990 (80,3 %). La répartition détaillée en 2018 est la suivante : 
forêts (81,9 %), zones agricoles hétérogènes (8,1 %), zones urbanisées (4,1 %), eaux continentales (3,9 %), zones industrielles ou commerciales et réseaux de communication (2,1 %). L'évolution de l’occupation des sols de la commune et de ses infrastructures peut être observée sur les différentes représentations cartographiques du territoire : la carte de Cassini (XVIIIe siècle), la carte d'état-major (1820-1866) et les cartes ou photos aériennes de l'IGN pour la période actuelle (1950 à aujourd'hui).

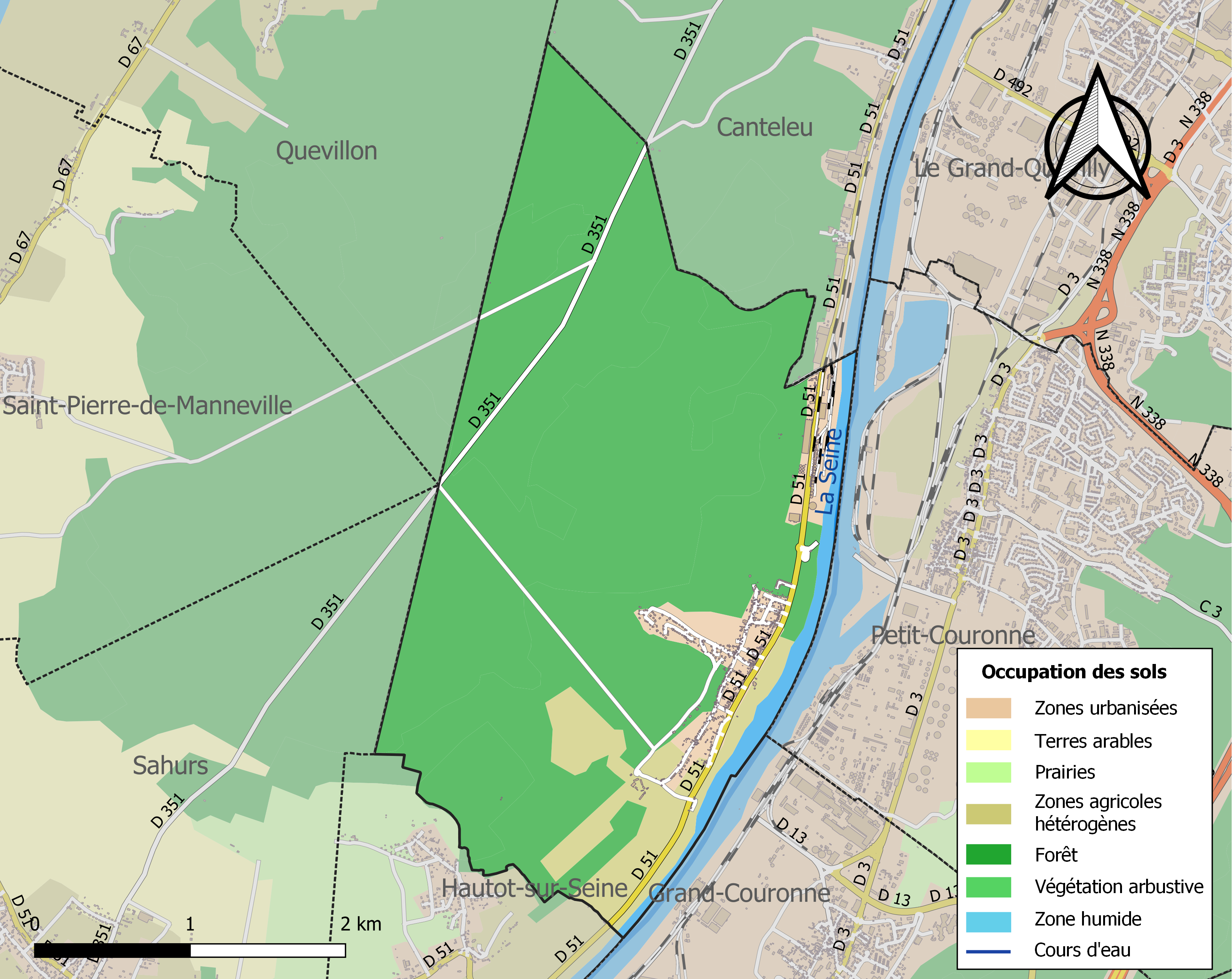
Carte des infrastructures et de l'occupation des sols de la commune en 2018 (CLC).

### Voies de communication et transports
Un bac permet de traverser la Seine et de rejoindre Petit-Couronne.
Les ponts les plus proches permettant de traverser la Seine sont, en amont, le pont Gustave-Flaubert à Rouen et, en aval, le pont de Brotonne entre Caudebec-en-Caux et Saint-Nicolas-de-Bliquetuit.

### Risques naturels et technologiques
La commune est couverte par un Plan de prévention des risques technologiques (PPRT) et par un Plan de prévention du risque inondation (PPRI).

## Toponymie
Le nom de la localité est attesté sous les formes Vallem de la Haia en 1203, Vallis Haie vers 1240, Vallis Haie en 1246, Sanctus Johanes de Valle Haye en 1282, Saint Johan du Val de la Haie en 1403, Vau de la Haye en 1403, Paroisse Saint Jehan du Val de la Haye en 1405, et en 1465, Saint Jean du Vau de la haie en 1489, Saint Jehan du Val de la Haie en 1431, Saint Jean Baptiste du Val de la Haye en 1717, Val de la Haye en 1715 et en 1757 (Cassini),
Le village est situé dans la vallée de la Seine au pied de la forêt de Roumare, le mot haye ayant eu jadis le sens de « lisière de bois ».

## Histoire
Il reste une grange dîmière qui daterait de la fondation de Sainte-Vaubourg soit du XIIe siècle.
Histoire moderne

Le 9 décembre 1840, la dépouille de Napoléon Bonaparte de retour de Sainte-Hélène est transbordée du navire la Normandie vers le vapeur la Dorade 3, en présence du prince de Joinville, du préfet Henri Dupont-Delporte, du général Teste et du maire de Rouen, Henry Barbet. 

### Les Templiers et les Hospitaliers
Jouxtant Val-de-la-Haye (également orthographié à cette époque « Val de la Haie »), la Maison du Temple de Sainte-Vaubourg, située à Val-de-la-Haye, à deux lieues de Rouen, devait sa fondation à Henri II roi d'Angleterre, duc de Normandie et d'Aquitaine, comte d'Anjou. Ce souverain, par ses lettres qui paraissent avoir été rédigées vers l'année 1173, et dont il demeure une copie aux archives de la bibliothèque nationale, fait savoir à l'archevêque de Rouen, aux évêques, abbés, comtes, barons, vicomte et autres officiers, ainsi qu'à tous ses sujets de Normandie, qu'il a donné en pure aumône aux frères du Temple la maison de Sainte-Vaubourg, « domum Sancte Vaburge », qui lui provenait du roi Henri, son aïeul, avec la terre et le bois en dépendant, et cela du consentement et avec l'approbation de l'abbé et des religieux du couvent du Bec.
Les Hospitaliers de l'ordre de Saint-Jean de Jérusalem possédaient, au commencement du XIIIe siècle, un domaine près de Sainte-Vaubourg et de Val-de-la-Haye. Ce domaine leur provenait de nobles damoiselles Gillette et Marsillie de Godoceles qui, par leurs lettres du mois de septembre 1202, dont il nous reste un vidimus, avaient déclaré donner à la maison de l'Hôpital de Jérusalem leur ville de Godocèles, savoir : l'assise de la dite ville, « sessionem predicte ville », depuis le jardin de Thomas de Coupigny, jusqu'à la terre du Val-de-la-Haye, « usque ad terram del Val de La Haye », et la moitié de la dîme de la même ville, pour laquelle Hugo de Cagny, dans le fief duquel elle se trouvait, avait reçu des Hospitaliers soixante sols, un cheval et deux vaches.
Cette donation comprenait en outre la terre nécessaire pour l'habitation de cinquante hôtes, à raison de huit journaux pour chacun d'eux, avec un jardin et le fonds de leur maison qui devait avoir 40 pieds de longueur sur autant de largeur ; chaque maison devant être chargée d'une redevance de douze beauvoisis, de deux pains, de deux chapons, et de deux mines d'avoine à remettre a l'Hôpital chaque année aux termes de la Saint-Remi et de la Noël.

## Politique et administration
| Période                                  | Période                    | Identité                   | Étiquette | Qualité                                                                                  |
| ---------------------------------------- | -------------------------- | -------------------------- | --------- | ---------------------------------------------------------------------------------------- |
| Les données manquantes sont à compléter. |                            |                            |           |                                                                                          |
| 1840                                     |                            | Lefèvre Flacardoux         |           |                                                                                          |
| 1864                                     | 1875                       | Raoul Fizeaux de La Martel |           |                                                                                          |
| 1902                                     |                            | Rioult                     |           |                                                                                          |
| 1926                                     |                            | Louis Michon               |           |                                                                                          |
| 1930                                     | 1944                       | Henri Chivé                |           | Entrepreneur de TP                                                                       |
| 1956                                     |                            | Max Lemercier              |           |                                                                                          |
|                                          |                            | Maurice Chéron             |           |                                                                                          |
| 1967                                     |                            | Fernand Séligman           |           |                                                                                          |
|                                          |                            | Claude Adam                |           |                                                                                          |
| Les données manquantes sont à compléter. |                            |                            |           |                                                                                          |
| mars 2001                                | mars 2008                  | Maurice Seminel            | dvd       | Directeur d’usine à la retraite Vice-président de l'Agglomération de Rouen (2001 → 2008) |
| mars 2008]                               | juillet 2020               | Étienne Hébert             |           | Employé                                                                                  |
| juillet 2020,                            | En cours (au 10 août 2020) | Pascal Delaporte           |           | Directeur commercial                                                                     |

## Équipements et services publics

### Enseignement
La commune dépend de l'académie de Normandie. École Cavelier-de-la Salle.

## Population et société

### Démographie
L'évolution du nombre d'habitants est connue à travers les recensements de la population effectués dans la commune depuis 1793. Pour les communes de moins de 10 000 habitants, une enquête de recensement portant sur toute la population est réalisée tous les cinq ans, les populations de référence des années intermédiaires étant quant à elles estimées par interpolation ou extrapolation. Pour la commune, le premier recensement exhaustif entrant dans le cadre du nouveau dispositif a été réalisé en 2007.

En 2022, la commune comptait 699 habitants, en évolution de −0,85 % par rapport à 2016 (Seine-Maritime : +0,35 %, France hors Mayotte : +2,11 %).
| 1793 | 1800 | 1806 | 1821 | 1831 | 1836 | 1841 | 1846 | 1851 |
| ---- | ---- | ---- | ---- | ---- | ---- | ---- | ---- | ---- |
| 775  | 700  | 707  | 595  | 602  | 601  | 552  | 519  | 519  |

| 1856 | 1861 | 1866 | 1872 | 1876 | 1881 | 1886 | 1891 | 1896 |
| ---- | ---- | ---- | ---- | ---- | ---- | ---- | ---- | ---- |
| 497  | 478  | 468  | 385  | 384  | 393  | 417  | 382  | 367  |

| 1901 | 1906 | 1911 | 1921 | 1926 | 1931 | 1936 | 1946 | 1954 |
| ---- | ---- | ---- | ---- | ---- | ---- | ---- | ---- | ---- |
| 359  | 331  | 372  | 397  | 370  | 437  | 434  | 582  | 765  |

| 1962 | 1968 | 1975 | 1982 | 1990 | 1999 | 2006 | 2007 | 2012 |
| ---- | ---- | ---- | ---- | ---- | ---- | ---- | ---- | ---- |
| 729  | 754  | 669  | 715  | 805  | 789  | 751  | 746  | 716  |

| 2017 | 2022 | - | - | - | - | - | - | - |
| ---- | ---- | - | - | - | - | - | - | - |
| 710  | 699  | - | - | - | - | - | - | - |

### Sports et loisirs
Danse, yoga, tennis, football.

## Culture locale et patrimoine

### Lieux et monuments
- Commanderie de Sainte-Vaubourg, commanderie templière dévolue, lors la disparition des Templiers, à l'ordre de Saint-Jean de Jérusalem. La commanderie fait l’objet d’une inscription au titre des monuments historiques depuis le 27 décembre 1972[31].
- « Le Méridien », ancien relais de poste.
- Chapelle du cimetière, chœur de l'ancienne église Saint-Jean.
- Colonne Napoléon, érigée en 1844 en l'honneur de l'arrêt du bateau qui ramena la dépouille de Napoléon Ier de Sainte-Hélène le 9 décembre 1840[32].
- Maisons jumelées de 1765 et 1767[33].
- Église Saint-Jean-Baptiste[34].

### Personnalités liées à la commune
- Mathilde l'Emperesse, veuve de l'empereur germanique, se serait fiancée à Geoffroy Plantagenêt à la maison forte de Sainte-Vaubourg, qui a conservé son parc à gibier[35].
- Pierre Corneille (1606-1684) fut propriétaire à Val-de-la-Haye.
- Pierre L'Épine (1753-1822), graveur, y est né.
- Louis Lézurier, baron de la Martel (1765-1852), maire de Rouen était, sous l'Empire, propriétaire de Sainte-Vaubourg ; le domaine appartient actuellement à ses lointains héritiers.
- Le chansonnier Frédéric Bérat (1801-1855) est un enfant de Val-de-la-Haye.
- le prince de Joinville (1818-1900), fils du roi Louis-Philippe, fit halte à Val-de-la-Haye pour organiser la dernière étape du retour des cendres de Napoléon Ier.
- Étienne Nétien (1820-1883), maire de Rouen
- L'illustrateur Georges Conrad (1874-1936) y a résidé.

### Héraldique
| Armes de Val-de-la-Haye | Parti : au 1er mi-parti de gueules à deux léopards d'or l'un au-dessus de l'autre, au 2e d'azur à la barque au naturel mouvant du flanc, sur une mer fascée-ondée de huit pièces d'argent et d'azur, amarrée par une corde d'argent en barre mouvant de la partition, et surmontée d'une aigle impériale française d'or empiétant un foudre d'argent ; le tout enclos dans une filière d'or ; à l'épée d'argent garnie au naturel, la garde pommetée d'or chargée d'un carré en losange d'argent surchargé d'un tourteau inscrit de gueules à la croix de Malte d'argent, brochant sur la partition. Les deux léopards d'or sur champ de gueules rappellent les armes de la Normandie. |